# Orthosia evanida
Orthosia evanida là một loài bướm đêm trong họ Noctuidae.